# Dino Porrini
Dino Porrini (* 26. März 1953 in Volta Mantovana) ist ein ehemaliger italienischer Radrennfahrer.

## Sportliche Laufbahn
Porrini war Straßenradsportler und Teilnehmer der Olympischen Sommerspiele 1976 in Montreal. Dort bestritt er das Mannschaftszeitfahren. Der Vierer mit Carmelo Barone, Vito Da Ros, Gino Lori und Dino Porrini belegte den 11. Platz.
Als Amateur gewann Porrini eine Reihe italienischer Eintagesrennen. Darunter waren der Gran Premio de Roncolevà 1973 und 1974, Milano–Busseto 1975, der Freccia dei Vini 1977. Bei den Mittelmeerspielen 1975 holte die Goldmedaille im Mannschaftszeitfahren. 
1977 gewann er mit Mirko Bernardi, Vito Da Ros und Mauro De Pellegrini die Silbermedaille im Mannschaftszeitfahren bei den UCI-Straßen-Weltmeisterschaften. Im Etappenrennen Giro delle Regioni 1976 kam er beim Sieg von Carmelo Barone auf den 3. Platz.
1978 wurde er Berufsfahrer im Radsportteam Mecap-Selle Italia. Er gewann in seiner ersten Saison als Radprofi eine Etappe im Straßenrennen Ruota d’Oro und wurde Zweiter in der Trofeo Laigueglia hinter Knut Knudsen. 1979 hatte er seinen bedeutendsten Erfolg als Profi mit dem Sieg auf der 13. Etappe des Giro d’Italia. 
Den Giro d’Italia fuhr er zweimal. 1978 schied er aus, 1979 belegte er den 108. Platz. 1980 beendete er seine Laufbahn.